# Камская долина
Камская долина — микрорайон в составе Ленинского района Перми.

## География
Микрорайон расположен в правобережной части города. С запада и севера ограничен подъездными путями от железнодорожного моста до станции Блочная, на востоке граничит с лесным массивом («Закамский бор») и микрорайоном Верхняя Курья восточнее улицы Лабинская.

## История
Поселок напротив центра Перми упоминается как Средняя Курья (Закама) с 1909 года, когда в нем насчитали 216 домов, лесопильный заводик и церковноприходскую школу. До 1918 года территория на правом берегу Камы входила в состав Оханского уезда. С 1918 года поселок вошел в состав Перми с названием Пролетарская (Закамская) слобода. Между слободой и центром города работал паром. В 1930-е годы работал торфобрикетный завод, использовавший сырье местных болот, после Великой Отечественной войны был организован гипсовый завод и лесоперевалочный комбинат. Эти предприятия не дожили до 1991 года, в 1990-е годы прекратил работу и экспериментально-механический завод, располагавшийся недалеко от железнодорожного моста.
В 1980-е годы в микрорайоне начались масштабные подготовительные работы по намыву песчано-гравийных смесей из русла Камы для обеспечения строительства нового микрорайона. Подсчитано, что к 1990 году сюда было перемещено почти четырнадцать миллионов кубометров грунта. Началось строительство котельной и первого 9-этажного дома. Но к 1991 году все строительные работы были свернуты.
Причиной такой приостановки было внезапное изменение строительных норм, по новым нормам объем намытого грунта следовало значительно увеличить. 
В условиях полномасштабного кризиса последних лет существования СССР приемлемых технико-экономических решений появившейся проблемы не осталось. По свидетельству экспертов, на территории Камской долины можно возводить всё что угодно, но только не многоэтажные жилые дома. Они экономически нецелесообразны, их эксплуатация здесь будет стоить на 30-40 % больше, чем на любой другой территории города. В рамках такого подхода шло развитие Камской долины в течение 1990-х и 2000-х годов. Появились склады, торговые сооружения и другие малоэтажные объекты. 
В последнее время, однако, на территории Камской долины появилось несколько объектов, выбивающихся из указанного подхода. К ним можно отнести торговый центр СпешиLove, Федеральный центр сердечно-сосудистой хирургии имени С. Г. Суханова и краевой перинатальный центр. С другой стороны, все эти объекты возведены на краю зоны бывших болот, и для их строительства не понадобилось возводить специально намытые возвышенности, запланированные еще в начале 1990-х годов.
В связи с проектированием нового автодорожного моста через Каму планы жилищного строительства в Камской долине снова становятся актуальными. На указанную площадку хотели бы зайти самые различные строительные компании и девелоперы. К сожалению, большая часть таких проектов строится в основном на «освоении» бюджетных средств.
В настоящее время микрорайон представляет собой жилую зону частных домов вдоль улицы Борцов Революции и полуосвоенную зону торговой застройки вдоль улицы Спешилова.

## Улицы
Основные улицы микрорайона: Борцов Революции, проходящая параллельно берегу Камы и Спешилова, идущая от Коммунального моста на выезд из Ленинского района. Интересно, что до Великой Отечественной войны улица Борцов Революции называлась 4-й линией, являясь, видимо, продолжением аналогичной улицы в Верхней Курье. В стадии строительства улица Маршала Жукова (в градостроительных планах проектировалась ранее как проспект).

## Инфраструктура
В микрорайоне расположены авторынок «Камская долина», несколько автосалонов, автозаправок и торговых предприятий. У северной границы микрорайона расположена железнодорожная станция Блочная, рассматриваемая городскими властями как основа будущего транспортно-пересадочного узла. Действуют торгово-развлекательный комплекс СпешиLove, Федеральный центр сердечно-сосудистой хирургии имени С. Г. Суханова и краевой перинатальный центр.

## Достопримечательности
*«Закамский бор», охраняемый природный ландшафт.
*Картодром "Камская долина".
*Городской пляж

## Транспорт
Автобусные маршрут № 6, 7, 15, 33, 41, 53, 60.